# راس کولینج
راس کولینج (انگلیسی: Ross Collinge؛ زادهٔ ۲۱ نوامبر ۱۹۴۴) قایقران روئینگ اهل نیوزیلند بود.
وی در مسابقات کشوری و بین‌المللی در مجموع برندهٔ ۱ مدال طلا، ۱ مدال نقره، ۱ مدال برنز شده‌است.